# Svetislav Pešić
Pour les articles homonymes, voir Pešić.
Svetislav Pešić, né le 28 août 1949 à Pirot, est un joueur et entraîneur germano-serbe de basket-ball.
Son fils, Marko Pešić, est un joueur international allemand.

## Biographie
Lors de la saison 2002-2003, il remporte un triplé historique avec le FC Barcelone (Euroligue, championnat et Coupe d'Espagne).
Durant la saison 2010-2011, il a entraîné le club de Valencia BC qu'il a emmené à la troisième place de la Liga ACB et en quart de finale de l'Euroligue. En 2012 après le limogeage de Dirk Bauermann il prend les rênes du Bayern Munich.
Le 6 février 2018, Sito Alonso, entraîneur du FC Barcelone est limogé de son poste pour résultats insuffisants. Il est remplacé par Pešić le 10 février 2018,. Le 18 février 2018, Barcelone remporte la Coupe d'Espagne en battant le Real Madrid en finale.
Le 17 février 2019, Barcelone réédite son titre de Coupe d'Espagne en battant le Real Madrid. Il est limogé le 1er juillet 2020 à la suite de la défaite en finale du championnat d'Espagne. Il est remplacé par Šarūnas Jasikevičius.
En mars 2021, il intègre le FIBA Hall of Fame (promotion 2020).
En août 2021, la Serbie échoue à se qualifier lors du tournoi de qualification olympique disputé à domicile. Igor Kokoškov quitte son poste d'entraîneur de la sélection serbe en septembre 2021 et est remplacé par Pešić peu après. Pešić entraîne la Serbie lors des Jeux olympiques de 2024 lors desquels elle est battue de peu par les États-Unis en demi-finale et obtient la médaille de bronze. Pešić quitte la sélection serbe en septembre 2024 mais, après l'élection de Nebojša Čović à la présidence de la fédération, Pešić reste à son poste, au moins jusqu'au championnat d'Europe 2025.

## Club
Joueur
- * 1964-1968 :  Pirot
- * 1968-1971 :  KK Partizan Belgrade
- * 1971-1980 :  Bosna Sarajevo

Entraîneur
- 1982-1987 :  KK Bosna Sarajevo
- 1987-1993 :  Équipe d'Allemagne
- 1993-2000 :  Alba Berlin
- 2000-2002 :  Équipe de Yougoslavie
- 2001-2002 :  Cologne 99ers
- 2002-2004 :  FC Barcelone
- 2004-2006 :  Virtus Rome
- 2006-2007 :  Akasvayu Girona
- 2007-2008 :  MBK Dynamo Moscou
- 2008-2009 :  Étoile rouge de Belgrade
- 2010-2011 :  Power Electronics Valencia
- 2011-2012 :  Étoile rouge de Belgrade
- 2012-2016 :  Bayern Munich
- Fév. 2018-2020 :  FC Barcelone

## Palmarès

### Palmarès joueur
- Euroligue 1979 avec Bosna Sarajevo
- Championnat de Yougoslavie : 1978
- Coupe de Yougoslavie : 1978

### Palmarès entraîneur

#### Équipe nationale
- Championnat du monde
  -  Médaille d'or en 2002 à Indianapolis avec la Yougoslavie (Serbie)
  -  Médaille d'argent en 2023 avec la Serbie
- Championnat d'Europe
  -  Médaille d'or en 2001 avec la Serbie-Monténégro
  -  Médaille d'or en 1993 avec l'Allemagne

- Jeux olympiques
  -  Médaille de bronze en 2024 avec la Serbie

#### Club
Avec le FC Barcelone :
- Euroligue : 2003
- Championnat d'Espagne : 2003
- Coupe du Roi : 2003, 2018 et 2019

Avec l'Alba Berlin :
- Coupe Korać : 1995
- Championnat d'Allemagne : 1997, 1998, 1999 et 2000
- Coupe d'Allemagne : 1997 et 1999

Avec Bosna Sarajevo :
- Championnat de Yougoslavie : 1983
- Coupe de Yougoslavie : 1984